# Pucallpazo
El Pucallpazo fue un movimiento social a fines de los años 1970 por el cual acaecieron diversas marchas y protestas, principalmente en la ciudad de Pucallpa, en reclamo de mejoras de la calidad de vida de la población.

## Historia
Esto ha sido basado en las peticiones de la ciudad en 1956 que no mejoró por el centralismo del departamento de Loreto.
Hubo dos períodos de protesta: Con el primer Pucallpazo (manifestado en noviembre de 1975, 1978) se logró la pavimentación de algunas calles, se inició la construcción del hospital del IPSS, la creación del Comité de Desarrollo de Coronel Portillo (CODECOP), que es la antesala para la creación del departamento, la construcción de la terminal fluvial y la ampliación de los servicios de agua potable y desagüe en Pucallpa.  Y el segundo (1979-1980) se logró la creación definitiva del departamento de Ucayali.
Unos meses después, con la participación de la ciudad hubo una nueva participación en el segundo Pucallpazo, cuales causas fueron: La poca ejecución extrajudicial de trabajadores hacia esta localidad. El pago innecesario de impuestos, por lo que dejaron en la pobreza. Falta de herramientas para elaborar en la localidad (para ser una ciudad), pues la mayoría de las actividades, como la ejecución de los presos, se tenía que ir a su capital. Este continuó con el Litigio del Ucayali entre 1980 y 1984.
Las organizaciones del evento regional prevalecieron en los años posteriores para vigilar los intereses de la región, entre ellos, está en erradicar el Proyecto Especial de Control y Erradicación de la Hoja de Coca en el Alto Huallaga.